# Erich Gimpel

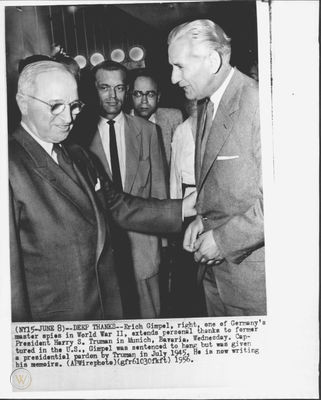
Erich Gimpel (rechts) mit Harry S. Truman in 1956.

Erich Gimpel (* 25. März 1910 in Merseburg; † 3. September 2010 in São Paulo) war ein deutscher Spion im Zweiten Weltkrieg. Zusammen mit William Colepaugh (25. März 1918 bis 16. März 2005) wurde er 1944 im Rahmen des „Unternehmens Elster“ in die Vereinigten Staaten gebracht, wo er vom FBI in New York City festgenommen wurde.

## Deutscher Geheimagent
Gimpel war in den 1930er Jahren als Funker für Bergbaugesellschaften in Peru tätig. Zu Beginn des Zweiten Weltkriegs wurde er Geheimagent und übermittelte die Bewegungen feindlicher Schiffe nach Deutschland. Als die Vereinigten Staaten im Dezember 1941 in den Krieg eintraten, wurde Gimpel nach Deutschland zurückbeordert, in der Folge arbeitete er als Agent in Spanien.
Er erhielt dann eine Ausbildung als Spion in Hamburg, danach wurde ihm eine Aufgabe im von den Deutschen besetzten Den Haag zugeteilt. Dort traf er erstmals den US-Amerikaner William Colepaugh, der ihn letztendlich verriet. Auch wenn Colepaugh wenig verlässlich war, so fühlte Gimpel doch, dass er einen US-Amerikaner brauchte, um seine Mission in den Vereinigten Staaten zu bewerkstelligen.
Im Rahmen des „Unternehmens Elster“ wurden die beiden mit dem Unterseeboot U 1230 in die USA gebracht und am Hancock Point im Golf von Maine am 29. November 1944 an Land gesetzt. Ihre Aufgabe war, Informationen über den Fortschritt der Alliierten im Kriegsverlauf zu sammeln und sie über einen 80-Watt-Radiosender nach Deutschland zu übermitteln, den Gimpel bauen sollte.
Sie schafften es zusammen bis Boston und dann mit dem Zug nach New York City, wo sich Colepaugh absetzte, einen alten Schulfreund besuchte und sich diesem anvertraute. Das FBI suchte bereits nach deutschen Agenten, da ein kanadisches Schiff in der Nähe der Küste von Maine versenkt worden war – was auf die Anwesenheit eines U-Boots schließen ließ – und weil Anwohner verdächtige Beobachtungen gemeldet hatten. Der Freund Colepaughs informierte das FBI, das Colepaugh befragte. Colepaugh legte ein Geständnis ab und ermöglichte damit, Gimpel zu fassen.

## Kriegsgefangener
Nach Gimpels Festnahme wurden die Spione auf Weisung des Attorney General an die US-Militärgerichtsbarkeit übergeben. Im Februar 1945 wurden sie vor einem Militärgericht wegen Verschwörung und Verletzung des Artikels 82 der Genfer Konvention angeklagt. Sie wurden schuldig gesprochen und zum Tod durch Hängen verurteilt. Die Vollstreckung wurde allerdings durch den unerwarteten Tod von Präsident Franklin D. Roosevelt verzögert, da es den Brauch gab, während der Staatstrauer keine Todesurteile zu vollstrecken. Am 23. Juni 1945 wurden durch den neuen Präsidenten Harry S. Truman die Todesurteile in lebenslange Haft abgemildert, da der Krieg in Europa beendet war und Colepaugh mit dem FBI kooperiert hatte.
Gimpel wurde in Alcatraz inhaftiert, wo er Schach-Partner von Machine Gun Kelly wurde. Nach zehn Jahren wurde Gimpel 1955 begnadigt (Colepaugh 1960) und aus der Haft nach Deutschland entlassen, später wanderte er nach Südamerika aus.

## Nach der Haft
Gimpel war die letzte Person, die von einem US-amerikanischen Militärgericht des Zweiten Weltkriegs abgeurteilt wurde.
Seine zusammen mit Will Berthold verfasste Biografie, in der er seine Untergrundtätigkeit beschrieb, erschien 1956 im Süddeutschen Verlag unter dem Titel Spion für Deutschland.
Nach den Terrorangriffen des September 2001 wurden mehrere Bücher über deutsche Spione in den USA aus der NS-Zeit veröffentlicht, wobei sein Buch unter dem Titel Agent 146 im Jahr 2003 wieder aufgelegt wurde. Von Oliver North wurde er für dessen Fox News-Programm War Stories with Oliver North in der Episode „Agent 146: Spying for the Third Reich“ interviewt.
Er starb 2010 in São Paulo, Brasilien.

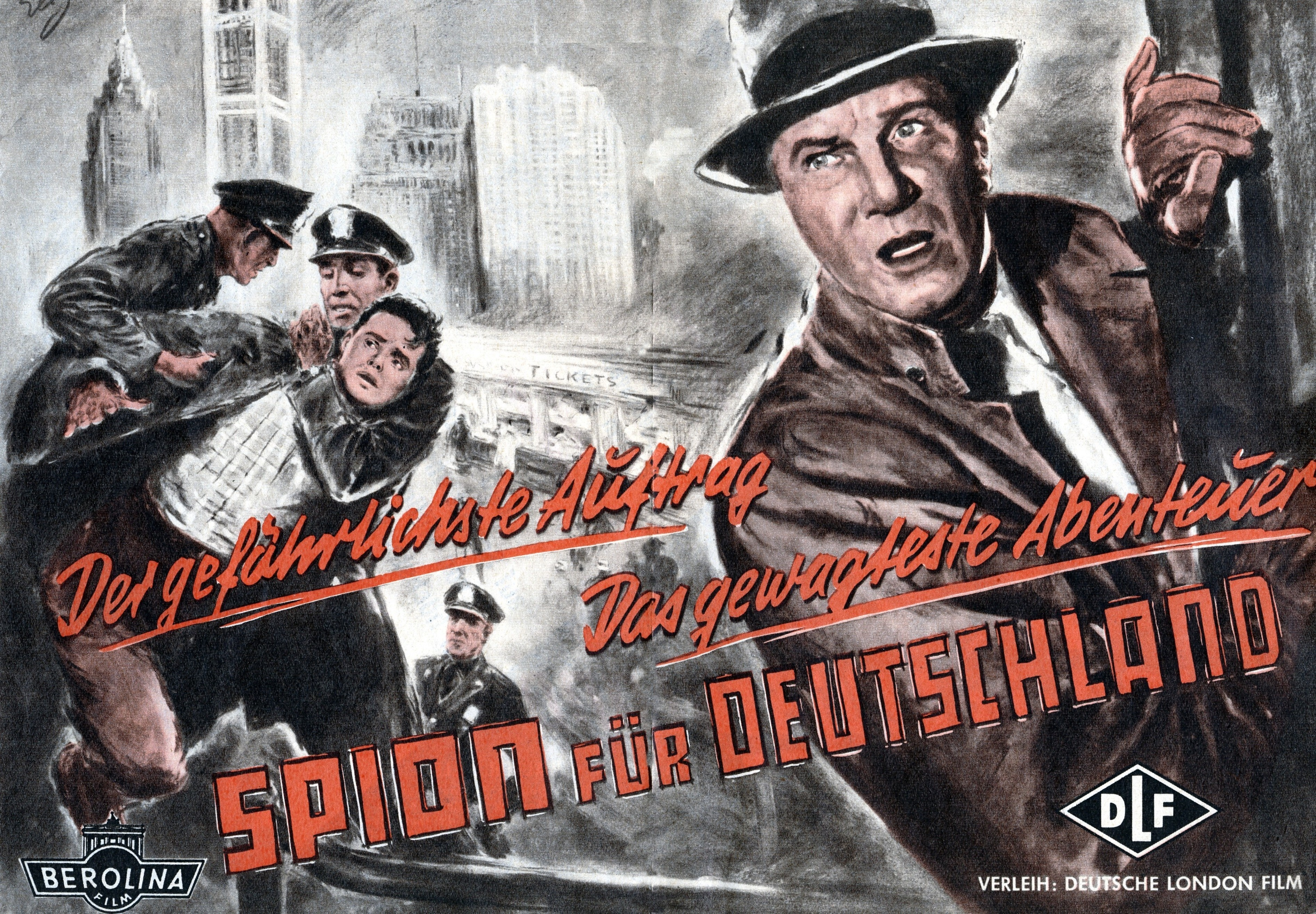
Spion für Deutschland, Filmplakat von Helmuth Ellgaard, 1956

## Film
Das Buch wurde 1956 von Werner Klingler als Spion für Deutschland verfilmt, das Drehbuch verfasste Herbert Reinecker, Martin Held spielte die Hauptrolle, weitere Rollen wurden mit Nadja Tiller, Walter Giller, Gustav Knuth, Günter Pfitzmann, Heinz Drache und anderen bekannten Schauspielern besetzt. Bei der Filmkritik und beim Publikum fiel der Film allerdings durch, da er sich einerseits zu sehr an Gimpels Buch orientierte, um wirklich spannend zu sein, andererseits aber zu viele unglaubwürdige Ausschmückungen – unter anderem eine Liebesgeschichte mit der Amerikanerin Joan – enthielt, um als Tatsachenbericht durchzugehen.